# Приїжджайте з раю
«Приїжджайте з раю» (англ. Reprieve from Paradise) — науково-фантастичний роман американського письменника Гаррі Чендлера Елліотта. Вийшов 1955 року у видавництві Гном пресс тиражем 4 000 примірників.

## Сюжет
Події в романі розгортаються по завершенні ядерної війни, а світом керують полінезійці. Головний герой роману викриває змову, метою якої є повернення Землі на її колишню вісь та створити Антарктичну утопію.